# 닌텐도 64
닌텐도 64(약칭:  N64)는 닌텐도가 개발하고 판매한 가정용 비디오 게임기이다. 일본에서는 1996년 6월 23일, 북아메리카에서는 1996년 9월 29일, 유럽과 오스트레일리아에서는 1997년 3월 1일에 출시되었다. 슈퍼 패미컴(SNES)의 후속작인 N64는 롬 카트리지를 주요 저장 매체로 사용한 마지막 주요 가정용 콘솔이었다. 5세대 콘솔인 닌텐도 64는 주로 소니의 플레이스테이션과 세가 새턴과 경쟁했다. 대한민국에서는 현대전자(현 SK하이닉스)가 현대 컴보이 64라는 이름으로 1997년 출시했다.
N64의 개발은 1993년 실리콘 그래픽스와 협력하여 시작되었으며, 처음에는 프로젝트 리얼리티(Project Reality)라는 코드네임으로 불렸고, 나중에는 울트라 64(Ultra 64) 아케이드 플랫폼으로 테스트되었다. 이 콘솔은 64비트 CPU를 따서 명명되었다. 1995년 중반에 디자인이 거의 확정되었지만, 콘솔의 론치 타이틀인 슈퍼 마리오 64, 파일럿윙즈 64, 그리고 일본 한정으로 출시된 사이쿄 하부 쇼기의 완성을 위해 콘솔 출시가 1996년으로 연기되었다.
N64의 원래 짙은 회색 콘솔에는 나중에 여러 가지 색상 변형이 추가되었다. 일부 게임은 확장팩을 사용하여 시스템 RAM을 4MB에서 8MB로 늘려 그래픽과 게임 플레이 기능을 개선해야 했다. 이 콘솔은 게임 세이브를 카트리지나 선택 사항인 컨트롤러 팩 액세서리에 저장할 수 있었다. 64DD 자기 디스크 주변기기는 게임 콘텐츠를 위한 추가 저장 공간을 제공하고 랜드넷 온라인 서비스를 활성화했다. 그러나 출시 지연으로 인해 64DD는 상업적으로 실패했으며 일본에서만 독점적으로 출시되었다.
1996년 타임은 N64를 올해의 기계로 선정했으며, 2011년 IGN은 N64를 역대 9번째로 위대한 비디오 게임 콘솔로 선정했다. N64는 전 세계적으로 3200만 대 이상 판매되었지만, 후속작인 닌텐도 게임큐브 출시 후 2002년에 단종되었다. 비평가들의 찬사를 받았음에도 불구하고 N64는 상업적 어려움에 직면했다. 미국에서 강력한 성능을 보였음에도 불구하고 일본과 유럽에서는 상업적으로 실패했으며, 판매량은 플레이스테이션에 뒤처졌다.

## 역사

### 배경
1983년 비디오 게임 위기 이후, 닌텐도는 1983년 일본에서 출시되고 1985년 국제적으로 패밀리컴퓨터(NES)로 소개된 두 번째 가정용 콘솔인 패밀리 컴퓨터(패미컴)의 출시로 산업을 활성화했다. NES와 그 후속작인 슈퍼 패미컴(SNES)은 모두 상당한 상업적 성공을 거두었다. 그러나 SNES 판매량은 일본 경제 불황 기간 동안 감소했다. 동시에 32비트 콘솔인 세가 새턴의 등장으로 경쟁이 심화되었고, 이는 노후화된 16비트 SNES를 능가하며 닌텐트가 하드웨어를 업그레이드하지 않으면 시장 점유율을 잃을 위험이 있다는 긴급성을 강조했다. 추가 경쟁은 아타리의 5200, 7800, 링크스, 재규어 시스템에서 왔다.
SNES의 수명을 연장하기 위해 닌텐도는 CD-ROM 기술의 선구자인 필립스 및 소니와의 제휴를 통해 CD-ROM 주변기기 개발을 모색했다. 초기 하드웨어 프로토타입이 만들어졌음에도 불구하고, 두 협력 모두 궁극적으로 결렬되었고, 닌텐드나 서드 파티 파트너에 의해 어떤 게임도 출시되지 않았다. 필립스는 제한된 라이선스 권한을 유지하고 이를 사용하여 경쟁 CD-i 기기에서 오리지널 마리오 및 젤다의 전설 게임을 출시했다. 한편, 소니는 그들의 진척을 활용하여 플레이스테이션 콘솔이 될 것을 개발했다. 이 기간 동안, 서드 파티 개발자들은 닌텐드의 엄격한 라이선스 정책에 대한 불만을 표명하기도 했다.

### 개발
고성능 컴퓨팅 분야의 오랜 선두 주자인 실리콘 그래픽스(SGI)는 자사의 슈퍼컴퓨팅 기술을 비디오 게임 산업을 시작으로 대량 소비자 시장에 적용하여 확장을 모색했다. 이러한 변화를 지원하기 위해 SGI는 자사의 MIPS R4000 CPU 제품군을 재설계하여 전력 소비를 줄이고, 단가를 1993년의 최고 US$200 (equivalent to $358 in 2022)에서 약 $40 (equivalent to $72 in 2022)로 낮추는 것을 목표로 했다. SGI는 비디오 게임 칩셋 프로토타입을 개발하고 기존 산업 파트너를 찾았다. SGI의 설립자인 짐 클라크는 처음에는 세가 오브 아메리카의 CEO인 톰 칼린스케에게 이 개념을 제안했고, 그는 "상당히 인상 깊었다"고 말했다. 그러나 세가의 일본 엔지니어들은 기술적 문제를 이유로 디자인을 거부했고, SGI는 나중에 이를 해결했다. 닌텐도는 이 주장을 반박하며, SGI가 궁극적으로 닌텐도를 선호한 이유는 세가가 기술에 대한 독점권을 요구한 반면, 닌텐도는 비독점 라이선스 계약에 개방적이었기 때문이라고 주장했다.
1993년 초, 클라크는 야마우치 히로시 닌텐도 사장을 만났다. 8월 23일, 닌텐도의 연례 쇼신카이 무역 박람회에서, 양사는 "프로젝트 리얼리티"라고 명명한 공동 개발 및 라이선스 계약을 발표했다. 그들은 1994년 아케이드 데뷔와 1995년 말까지 가정용 출시를 목표로 했으며, 소매가는 $250 (equivalent to $425 in 2022) 미만으로 책정했다. 마이크로프로세서 리포트의 발행인인 마이클 슬레이터는 이 파트너십의 중요성을 강조하며, "닌텐도의 경이로운 볼륨을 주도할 수 있는 능력 때문에 비즈니스 관계의 단순한 사실만으로도 중요하다. 만약 성공한다면, [SGI]는 결코 꿈꿔본 적 없는 볼륨 수준으로 MIPS를 끌어올릴 수 있을 것이다."라고 말했다.
SGI는 콘솔의 핵심 칩셋을 "리얼리티 이머전 기술"로 명명했으며, 이는 MIPS R4300i CPU와 그래픽, 오디오, 메모리 관리를 위한 리얼리티 코프로세서(Reality Coprocessor)를 특징으로 한다. NEC, 도시바, 샤프가 제조 지원을 제공할 것이다. 이 칩셋은 SGI와 그 자회사인 MIPS 테크놀로지스 간의 공동 노력의 결과였다. SGI와 닌텐도는 또한 램버스와 협력하여 독점적인 RDRAM을 사용하여 500Mb/s로 데이터를 전송하는 버스 아키텍처를 설계했다. 램버스는 이 파트너십이 PC에서 RDRAM 채택을 장려하기를 바랐다.

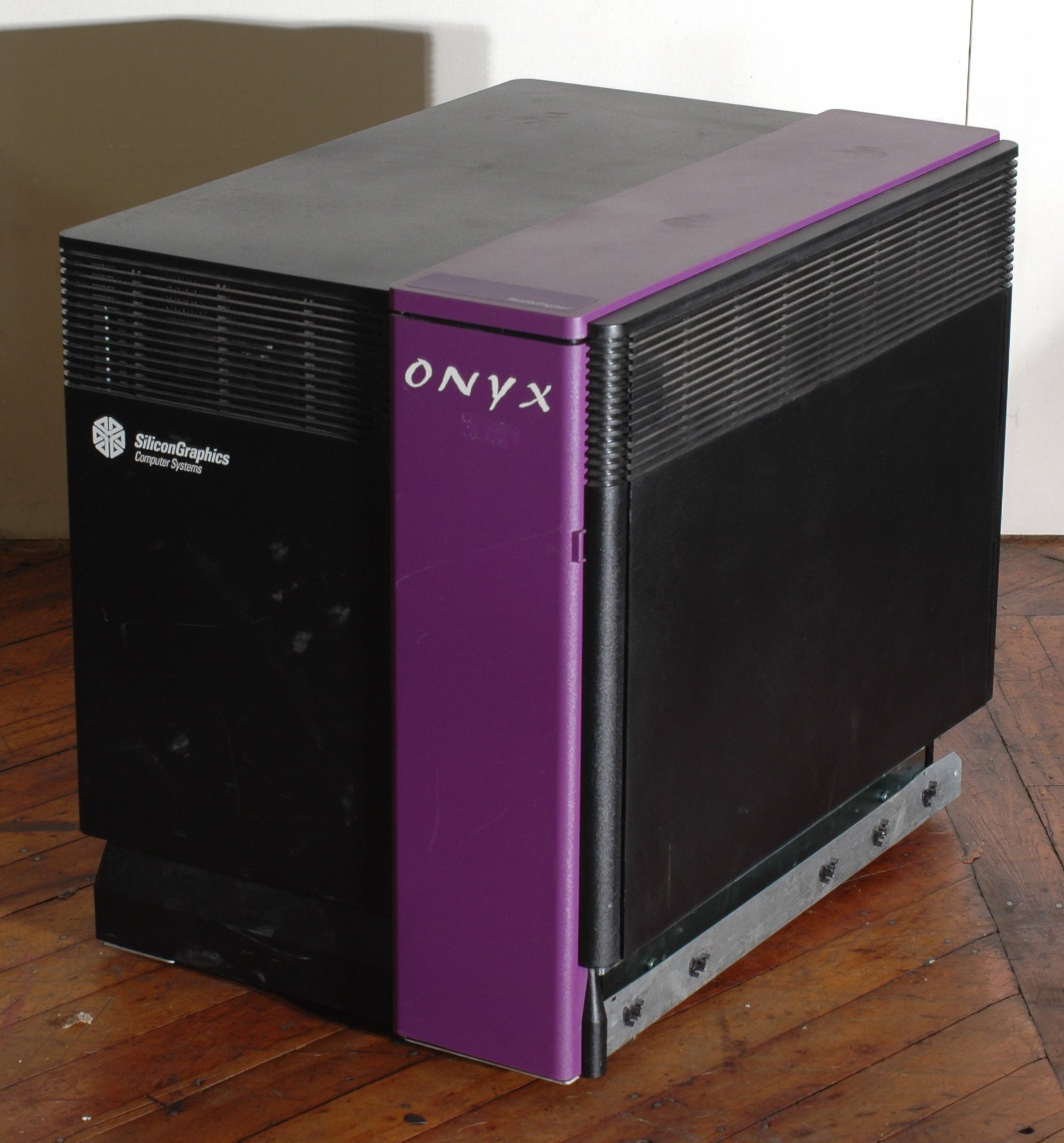
초기 개발에 사용된 SGI 오닉스

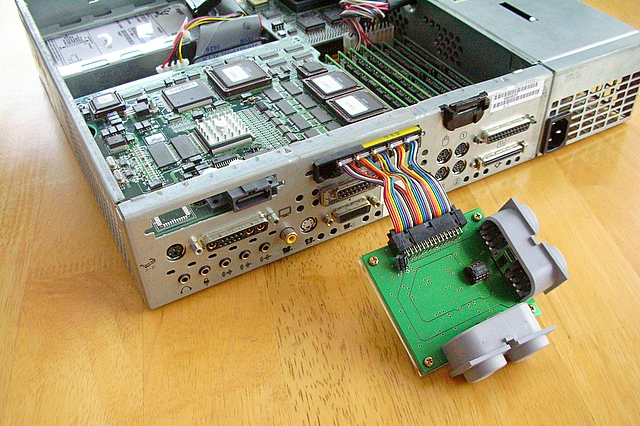
닌텐도 64 시뮬레이션 보드와 컨트롤러 커넥터가 브레이크아웃 보드에 연결된 SGI 인디 개발 키트

하드웨어가 완성되기 전에 게임 제작을 가능하게 하기 위해 SGI는 예상 콘솔 성능을 시뮬레이션하기 위해 오닉스 슈퍼컴퓨터를 기반으로 한 개발 플랫폼을 제공했다. 오닉스는 1994년에 최대 $250,000 (equivalent to $440,000 in 2022)에 달했다. 여기에는 $50,000 (equivalent to $90,000 in 2022) RealityEngine2 그래픽 보드와 150 MHz R4400 CPU 4개가 포함되었다. 칩셋이 완성된 후, 슈퍼컴퓨팅 설정은 1995년 7월 저가형 SGI 인디 워크스테이션에 통합된 시뮬레이션 보드로 대체되었다. SGI의 초기 성능 추정치는 대체로 정확했다. 예를 들어, 루카스아츠는 프로토타입 스타워즈 게임을 최종 하드웨어에 단 3일 만에 포팅했다.:26
1994년 6월 23일, 소비자 가전 전시회에서 닌텐도는 다가올 콘솔의 이름이 "울트라 64"가 될 것이라고 발표했다. 콘솔 디자인은 공개되었지만, 컨트롤러는 베일에 싸여 있었다. 가장 논란이 된 세부 사항은 닌텐도가 이전의 CD 기반 SNES 개발 작업에도 불구하고, 점점 인기를 얻는 CD-ROM 형식 대신 용량 제한적인 ROM 카트리지를 사용하기로 결정했다는 점이었다.:77 닌텐도는 카트리지의 성능 이점을 인용하며 결정을 옹호했다. 울트라 64는 세계 최초의 64비트 콘솔로 판매되었다. 아타리 재규어는 이전에 64비트 시스템으로 광고되었지만, 그 아키텍처는 두 개의 32비트 코프로세서와 16/32비트 모토로라 68000 CPU를 사용했으며, 닌텐도의 완전한 64비트 구현에 미치지 못했다.
1994년 후반, 닌텐도는 전자오락실 거대 기업인 윌리엄스와 라이선스 계약을 체결했다. 이 회사의 미드웨이 스튜디오는 킬러 인스팅트와 크루즌 USA를 포함한 울트라 64 브랜드의 아케이드 게임을 개발할 예정이었다. 그러나 이 아케이드 기계들은 가정용 콘솔과는 다른 하드웨어를 사용했다. 즉, 리얼리티 코프로세서가 없었고, 다른 MIPS CPU를 사용했으며, 게임 데이터를 저장하기 위해 카트리지 대신 하드 드라이브에 의존했다. 확장된 저장 공간 덕분에 킬러 인스팅트와 같은 게임은 미리 렌더링된 3D 캐릭터 스프라이트와 풀 모션 비디오 배경을 통합할 수 있었다.
1995년 4월, 닌텐도는 개발자 "드림팀"을 소개했다. 그래픽 개발 도구는 앨리어스 리서치와 멀티젠에서 제공했으며, 소프트웨어 크리에이션즈는 오디오 도구를 제공했다. 게임 개발 스튜디오에는 어클레임, 엔젤 스튜디오, DMA 디자인, 게임텍, 미드웨이, 파라다임, 레어, 시에라 온-라인, 스펙트럼 홀로바이트 등이 있었다. 초기 홍보에도 불구하고 드림팀은 기대에 미치지 못했다. 게임텍과 같은 일부 스튜디오는 게임을 출시하지 못했고, 레어, 어클레임, 미드웨이 등 소수만이 상당한 영향력을 미쳤다.
닌텐도는 원래 일본에서는 "울트라 패미컴", 국제적으로는 "닌텐도 울트라 64"라는 이름으로 콘솔을 출시할 계획이었다. 코나미의 울트라 게임즈와의 상표권 충돌로 이름이 변경되었다는 소문이 있었지만, 닌텐도는 이를 부인하며 통일된 글로벌 브랜드를 원했다고 밝혔다. 최종 이름인 "닌텐도 64"는 어스바운드 제작자 이토이 시게사토가 제안했다. 그럼에도 불구하고, 원래 이름은 콘솔의 모델 번호 접두사 "NUS-"에 남아 있었는데, 이는 "Nintendo Ultra Sixty-four"의 약자로 널리 알려져 있다.

### 발표
새롭게 명명된 닌텐도 64 콘솔은 11월 24일 닌텐도의 쇼신카이 1995 무역 박람회에서 플레이 가능한 형태로 대중에게 공개되었다. 미리 보고 싶어 하는 "수많은 일본 학생들은 추운 날씨에 밖에서 웅크리고 앉아 있었고... 기대감이 그들 사이를 분명히 휘저었다." 게임 제로 매거진은 이틀 후 이 행사의 사진을 배포했다. 닌텐도의 공식 보도는 나중에 닌텐도 파워 웹사이트와 인쇄 잡지를 통해 이어졌다.
이 콘솔은 원래 1995년 크리스마스에 출시될 예정이었다. 1995년 5월, 닌텐도는 출시를 1996년 4월 21일로 연기했다. 닌텐도의 다음 해 출시를 경쟁사보다 낮은 가격에 기대하던 소비자들은 중요한 크리스마스 쇼핑 시즌 동안 경쟁 세가 및 소니 콘솔의 판매량을 줄였다고 보도되었다.:24 일렉트로닉 게이밍 먼슬리의 편집장 에드 셈라드(Ed Semrad)는 닌텐도가 시스템이 그 날짜까지 준비되지 않을 것을 미리 알고 있으면서도, 이 목적을 염두에 두고 1996년 4월 21일 출시일을 발표했을 수도 있다고 제안하기도 했다.
닌텐도는 연기 이유에 대해 닌텐도 64 소프트웨어가 성숙해지고, 서드파티 개발자들이 게임을 제작하는 데 더 많은 시간이 필요했다고 주장했다. SGI의 전 엔지니어인 아드리안 스파르티(Adrian Sfarti)는 이 연기를 하드웨어 문제 탓으로 돌렸다. 그는 칩들이 테스트에서 성능이 저하되어 재설계되고 있다고 주장했다. 1996년, 닌텐도 64의 소프트웨어 개발 키트는 일본의 교토 마이크로컴퓨터 주식회사(Kyoto Microcomputer, Co. Ltd.)에 의해 윈도우 기반의 파트너-N64 시스템으로 완전히 재설계되었다.
닌텐도 64의 출시일은 이후 1996년 6월 23일로 다시 연기되었다. 닌텐도는 이번 연기, 특히 전 세계 시장에 동시에 콘솔을 출시하려던 계획의 취소 이유에 대해, 시장 조사를 통해 1996년 4월 21일까지 수요를 충족시킬 만큼 충분한 물량을 생산할 수 없을 것으로 나타났으며, 이는 세가가 북미와 유럽에서 새턴을 예기치 않게 조기 출시하여 소매업자들을 화나게 했던 것과 같은 방식으로 소비자와 소매업자들의 불만을 야기할 수 있기 때문이라고 밝혔다.
닌텐도 64를 기다리다 지쳐 시장에 이미 출시된 여러 경쟁 콘솔을 구매할 가능성에 대처하기 위해 닌텐도는 출시일 한참 전부터 "기다려봐...", "기다릴 가치가 있는가? 최고를 원한다면 그렇다!"와 같은 슬로건으로 시스템 광고를 진행했다.

### 출시
Popular Electronics는 출시를 "크게 홍보되고 오랫동안 기다려온 순간"이라고 불렀다. 출시 몇 달 전, 게임프로는 많은 게이머들, 심지어 그들 자신의 편집진 중 상당수가 이미 닌텐도 64를 새턴과 플레이스테이션보다 선호한다고 말하고 있다고 보도했다.
이 콘솔은 1996년 6월 23일 일본에서 처음 출시되었다. 초기 출하량 30만 대가 첫날에 매진되었지만, 닌텐도는 편의점을 포함한 더 넓은 소매 네트워크를 사용하여 슈퍼 패미컴 출시일의 대혼란을 성공적으로 피할 수 있었다. 첫 생산분의 나머지 20만 대는 6월 26일과 30일에 출하되었으며, 거의 모든 물량이 사전 예약되었다. 일본과 북미 출시 사이의 몇 달 동안 닌텐도 64는 미국 회색 시장에서 활발한 판매를 보였으며, 수입 상점에서는 시스템당 최대 699달러와 배송비를 부과했다. 닌텐도 64는 1996년 9월 26일 북미에서 처음 판매되었으며, 29일로 광고되었다. 미국에서는 파일럿윙즈 64와 슈퍼 마리오 64 단 두 개의 게임으로 출시되었다. 크루즌 USA는 닌텐도의 품질 기준을 충족하지 못해 출시 한 달도 채 안 되어 라인업에서 제외되었다. 1994년 출시 전, 닌텐도 오브 아메리카의 회장인 하워드 링컨(Howard Lincoln)은 퍼스트 파티 게임의 품질을 강조하며 "...우리는 출시 시점에 몇몇 훌륭한 게임이 많은 실패작과 섞인 것보다 더 중요하다는 것을 확신합니다."라고 말했다.:77 미국에서의 출시는 엄청난 성공을 거두며 기록을 경신했다. 첫날 판매량은 전년도 플레이스테이션과 새턴의 각 출시량보다 훨씬 높았다.
콘솔의 PAL 버전은 1997년 3월 1일 유럽에서 출시되었으며, 같은 해 9월 1일 프랑스에서 출시되었다. 닌텐도 아메리카 대표에 따르면, 닌텐도는 일본, 북미, 유럽 동시 출시를 계획했지만, 시장 조사를 통해 시스템에 대한 전 세계적 수요가 출시일까지 준비할 수 있는 수량을 훨씬 초과하여 소비자와 소매업자들의 불만을 초래할 수 있음을 나타냈다고 한다.
원래 US$250로 가격이 책정될 예정이었던 이 콘솔은 결국 소니와 세가 제품과의 경쟁력을 위해 US$199.99에 출시되었다. 이는 새턴과 플레이스테이션이 그해 여름 초에 모두 199.99달러로 가격이 인하되었기 때문이다. 닌텐도는 장난감 산업의 전략인 충동 구매로 콘솔 가격을 책정했다. 미국의 콘솔 가격은 1998년 8월에 추가로 인하되었다.

#### 홍보
닌텐도 64의 북미 출시는 레오 버넷 월드와이드가 5400만 달러의 마케팅 캠페인으로 뒷받침했다 (이는 지금까지 제조된 북미 지역 기기당 100달러 이상의 마케팅 비용을 의미한다). 경쟁사인 새턴과 플레이스테이션이 십대와 성인을 대상으로 한 반면, 닌텐도 64의 대상 고객은 미취학 아동이었다.
크리스마스 이후 비수기 판매를 늘리기 위해 닌텐도와 제너럴 밀스는 1999년 초에 시작된 프로모션 캠페인을 공동으로 진행했다. 사치 앤드 사치, 뉴욕의 광고는 1월 25일에 시작되어 어린이들에게 닌텐도 64 게임을 돕기 위한 팁을 얻기 위해 프루트 바이 더 풋 스낵을 구매하도록 장려했다. 90가지 팁이 제공되었으며, 각각 30가지 팁으로 구성된 세 가지 변형이 있었다.
닌텐도는 2000년 2월 28일부터 4월 30일까지 1,000만 달러 규모의 인쇄 및 TV 캠페인으로 펀타스틱 시리즈 주변기기를 광고했다. 레오 버넷 월드와이드가 다시 담당했다.

## 하드웨어

### 기술 사양
| VR4300 CPU      | 64비트 "리얼리티 코프로세서" | 2칩 RDRAM      |
| VR4300 CPU      | 64비트 "리얼리티 코프로세서" | 2칩 RDRAM      |
| 메인 메인보드   | 메인 메인보드                | 메모리 확장 팩 |
| 메인보드 (하단) | 메인보드 (상단) (주석 첨부)  | 메모리 확장 팩 |

닌텐도 64의 아키텍처는 시스템의 중앙 허브 역할을 하여 그래픽, 오디오 및 메모리 관리를 처리하는 리얼리티 코프로세서(RCP)를 중심으로 구축되었다. 이는 NEC에서 제조하고 초당 1억 2천 5백만 명령어 처리 속도를 내는 93.75 MHz 64비트 CPU인 VR4300과 함께 작동한다. Popular Electronics는 이 프로세서의 처리 능력을 당시 펜티엄 데스크톱 프로세서와 비교했다. 더 좁은 32비트 시스템 버스에 의해 제약을 받았지만, VR4300은 기반이 된 더 강력한 64비트 MIPS R4300i의 연산 능력을 유지했다. 그러나 닌텐도 64 게임은 주로 더 빠르고 더 작고 32비트 연산에 의존했기 때문에 소프트웨어는 64비트 정밀도를 거의 사용하지 않았다.
RCP는 62.5MHz로 작동하며 두 가지 중요한 구성 요소인 사운드 및 그래픽 처리를 담당하는 "신호 프로세서"와 픽셀 그리기를 관리하는 "디스플레이 프로세서"를 포함한다. RCP는 그래픽 프레임 버퍼에 시각 데이터를 렌더링하고, 메모리에서 DAC로 비디오 및 오디오 데이터를 전송하여 최종 출력을 위한 직접 메모리 접근(DMA)을 제어한다.
닌텐도 64 아키텍처의 주요 장점은 CPU와 RCP가 병렬로 작동하여 작업을 분할하여 효율성을 높인다는 점이다. VR4300은 주 게임 로직을 실행하는 동안 RCP는 그래픽과 사운드를 독립적으로 처리한다. 이 설계는 3D 렌더링과 복잡한 오디오 효과를 가능하게 하지만, 성능 병목 현상을 피하기 위해 신중한 조정이 필요하다.
닌텐도 64는 CPU, 오디오 및 비디오 작업을 위한 별도의 RAM 뱅크를 없앤 통합 메모리 아키텍처를 구현한 최초의 콘솔 중 하나였다. 이 콘솔은 4MB의 RDRAM (램버스 DRAM)을 특징으로 하며, 확장팩을 사용하면 8MB까지 확장할 수 있다. 당시 RDRAM은 비교적 새로운 기술로, 낮은 비용으로 높은 대역폭을 제공했다.
오디오 처리는 CPU와 RCP 모두에서 처리되며, 44.1kHz의 샘플링 속도와 16비트 깊이로 DAC를 통해 출력되어 CD 음질과 일치한다. 그러나 이 정도의 충실도는 높은 CPU 수요와 롬 카트리지의 저장 용량 제한으로 인해 거의 사용되지 않았다. 대부분의 게임은 스테레오 사운드를 특징으로 했으며, 일부는 돌비 프로 로직 서라운드 사운드를 지원했다.
비디오 출력의 경우, 시스템은 컴포지트 및 S 비디오 출력을 지원하며, 슈퍼 패미컴 및 게임큐브와 동일한 케이블을 사용한다. 이 시스템은 1680만 색상 및 256×224에서 640×480 픽셀 범위의 해상도를 표시할 수 있다. 대부분의 게임은 320×240에서 실행되지만, 일부는 더 높은 해상도를 지원하며, 종종 확장팩을 필요로 한다. 콘솔은 또한 와이드스크린 형식을 지원하며, 게임은 아나모픽 16:9 또는 레터박스 디스플레이 모드를 제공한다.

### 컨트롤러

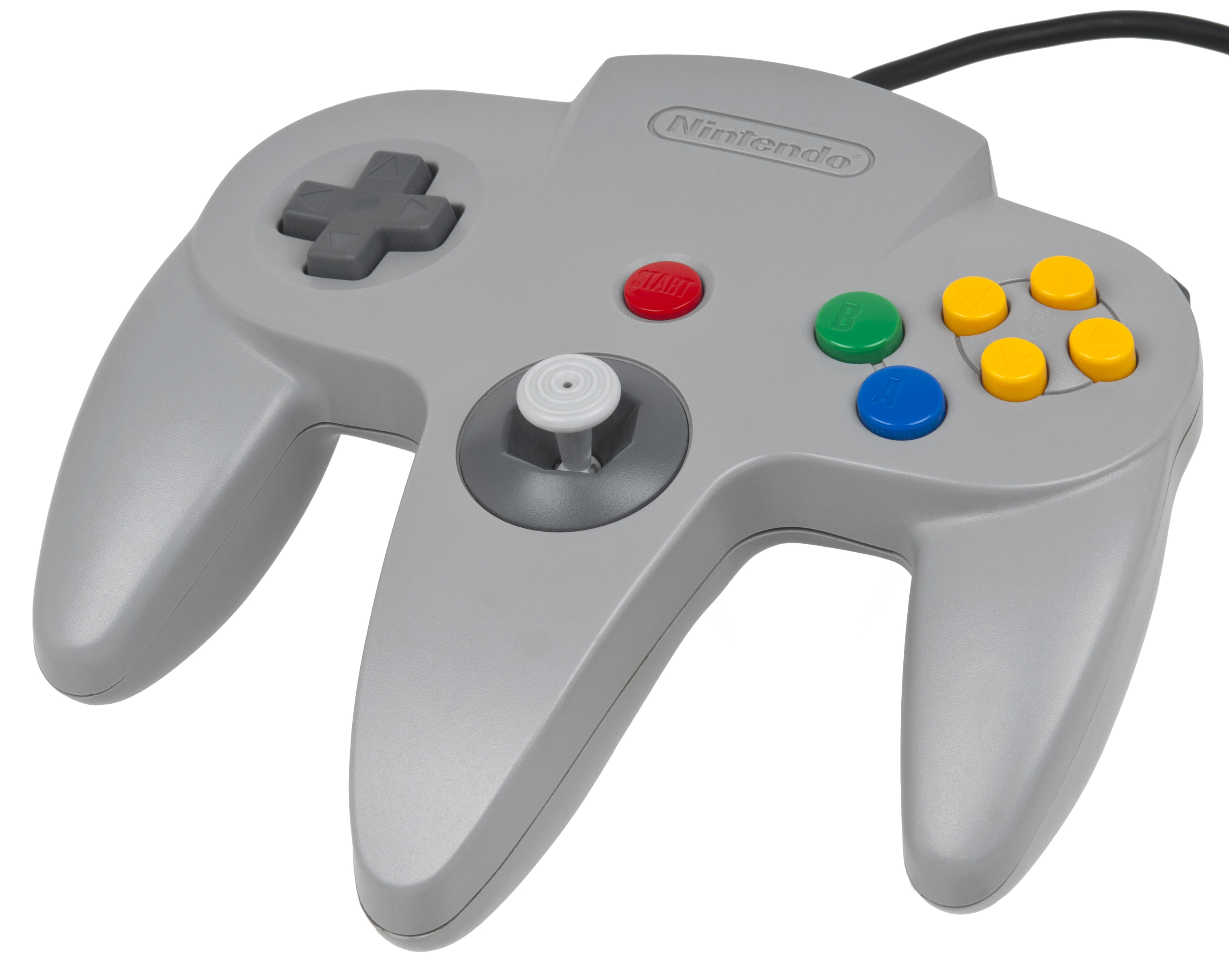
회색 닌텐도 64 컨트롤러

닌텐도 64 컨트롤러는 독특한 "M"자형 디자인을 특징으로 하며, "조작 스틱"을 포함하여 닌텐도가 주요 컨트롤러에 썸스틱을 표준 기능으로 포함한 최초의 제조사가 되었다. 조작 스틱은 기능적으로 아날로그 스틱과 유사하지만, 볼 마우스와 동일한 원리로 작동하는 디지털 방식이다.
컨트롤러에는 십자패드와 10개의 버튼이 있다. 큰 A 및 B 버튼, 시작 버튼, 4개의 C 버튼(상, 하, 좌, 우), 2개의 어깨 버튼(L 및 R), 그리고 후면에 위치한 Z 트리거이다. Popular Electronics는 그 모양을 "외계 우주선 같은 느낌"이라고 묘사했다. 잡지는 세 개의 손잡이 디자인이 혼란스러울 수 있다고 언급했지만, "별도의 그립은 다양한 게임 유형에 따라 다른 손 위치를 허용한다"며 그 다용성을 칭찬했다.
컨트롤러 하단의 포트를 통해 사용자는 다양한 액세서리를 연결할 수 있다. 여기에는 게임 데이터를 저장하기 위한 컨트롤러 팩, 포스 피드백을 위한 럼블 팩, 그리고 지원되는 닌텐도 64와 게임보이 게임 간의 데이터 전송을 가능하게 하는 트랜스퍼 팩이 포함된다.
닌텐도 64는 또한 네 개의 컨트롤러 포트를 갖춘 최초의 콘솔 중 하나였다. 미야모토 시게루에 따르면, 닌텐도는 상당한 속도 저하 없이 4인 분할 화면 게임 플레이를 처리할 만큼 강력한 최초의 콘솔이었기 때문에 네 개의 포트를 포함했다.

### 게임 팩

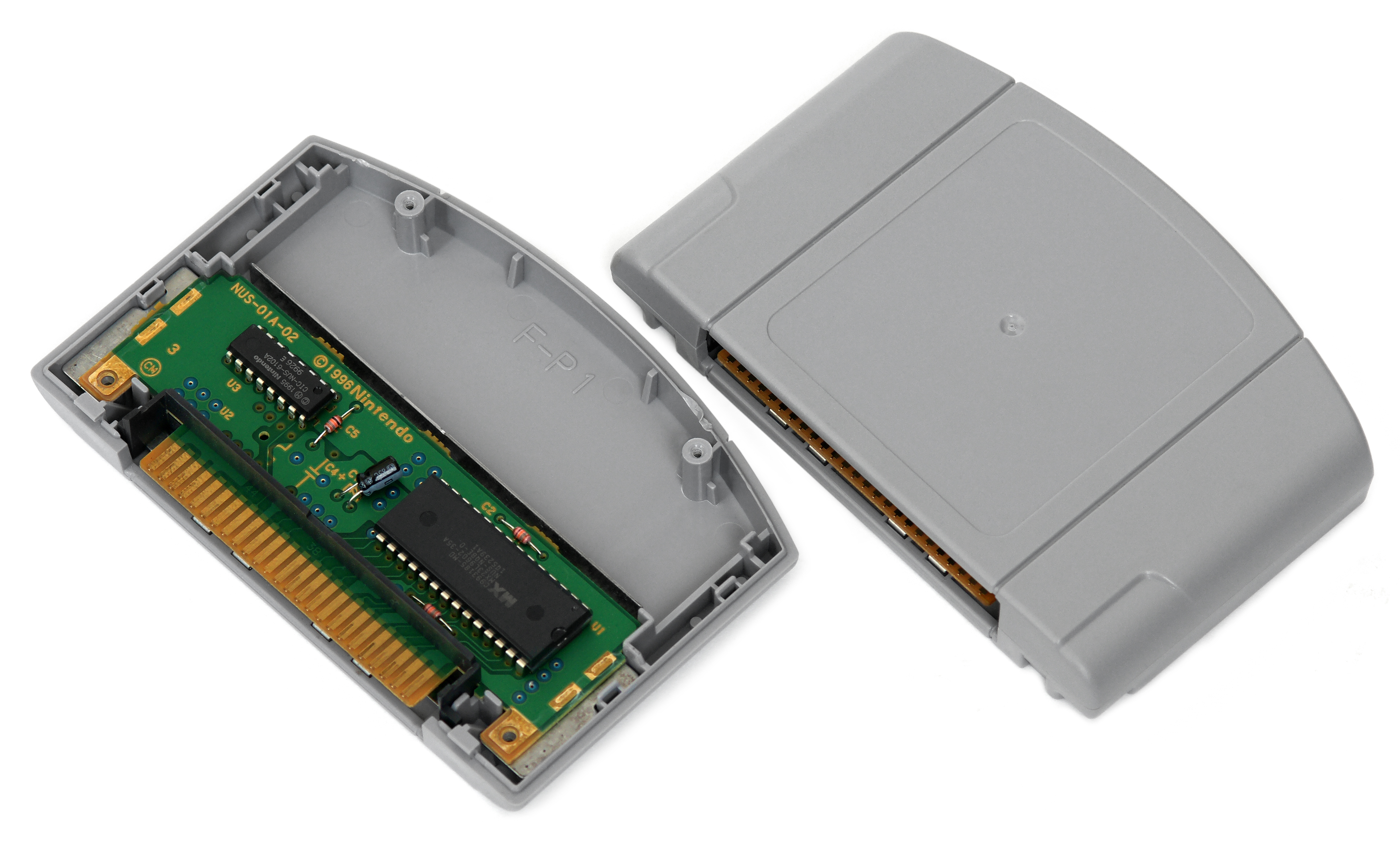
개봉 및 미개봉 닌텐도 64 게임 팩

슈퍼 패미컴용 CD 기반 추가 기능을 개발하려는 여러 시도 끝에, 업계의 많은 사람들은 닌텐도의 다음 콘솔이 소니의 플레이스테이션처럼 CD 형식을 채택할 것으로 예상했다. 그러나 1995년 11월 첫 닌텐도 64 프로토타입이 공개되었을 때, 관찰자들은 이 시스템이 다시 롬 카트리지를 사용한다는 사실에 놀랐다.
닌텐도 64 카트리지는 4MB에서 64MB까지 크기가 다양하며, 종종 내장 저장 기능을 포함한다.
닌텐도의 카트리지 매체 선택은 매우 논란이 많았고, 이 회사가 게임 시장에서 지배적인 위치를 잃게 된 주요 요인으로 자주 언급된다. 카트리지는 빠른 로딩 시간과 내구성과 같은 이점을 제공했지만, 더 높은 생산 비용, 낮은 저장 용량, 더 긴 제조 리드 타임과 같은 제약은 개발자들에게 어려움을 안겨주었다. 이 형식의 많은 이점은 혁신적인 솔루션을 필요로 했고, 이는 콘솔의 수명 후반에야 나타났다.

#### 장점
큰 장점은 N64 카트리지였습니다. 우리는 카트리지를 거의 일반 RAM처럼 사용하며 게임이 실행되는 동안 모든 레벨 데이터, 텍스처, 애니메이션, 음악, 사운드, 심지어 프로그램 코드까지 스트리밍합니다. 최종 레벨 크기와 텍스처 양을 고려할 때, N64의 RAM은 어떤 개별 레벨도 담기에 턱없이 부족했을 것입니다. 그래서 카트리지 기술이 정말 큰 도움이 되었습니다.
닌텐도는 카트리지를 선택한 여러 이유를 들었다. 가장 큰 장점은 빠른 로딩 시간이었다. 긴 로딩 화면이 필요한 CD와 달리 카트리지는 거의 즉각적인 게임 플레이를 제공했다. 이 장점은 이전에 닌텐도가 1980년대 코모도어 64와 같은 가정용 컴퓨터와 경쟁하는 데 도움이 되었다. 카트리지는 장기적인 환경 피해에 취약하지만, 콤팩트 디스크보다 훨씬 더 내구성이 뛰어나다.
또 다른 핵심 요인은 저작권 침해 방지였다. 카트리지는 CD보다 복제하기 어려웠기 때문에 소프트웨어 불법 복제를 줄이는 데 도움이 되었다. 무단 N64-PC 장치가 결국 등장했지만, 쉽게 복사되는 플레이스테이션 CD보다 훨씬 드물었다.

#### 단점
카트리지에도 눈에 띄는 단점이 있었다. CD보다 제조 시간이 오래 걸렸는데, 생산 한 번당 최소 2주가 필요했다. 이로 인해 퍼블리셔는 수요를 미리 예측해야 했고, 비용이 많이 드는 카트리지의 과잉 생산이나 수요를 과소평가할 경우 몇 주간의 품귀 현상을 감수해야 했다. 또한 카트리지는 CD보다 생산 비용이 훨씬 높았고, 이는 게임 가격 상승으로 이어져 일반적으로 플레이스테이션 타이틀보다 US$10 (equivalent to $17 in 2022) 더 비쌌다.
서드 파티 개발사들도 불공정한 불이익을 받고 있다고 불평했다. 닌텐도가 카트리지 제조를 통제했기 때문에 자사의 퍼스트 파티 게임을 더 저렴한 가격으로 판매할 수 있었고, 다른 회사들의 게임보다 생산을 우선시할 수 있었다.
저장 용량 제한도 주요 문제였다. 닌텐도 64 카트리지는 최대 64MB였지만, CD는 650MB를 담을 수 있었다. 게임이 복잡해질수록 이 제약은 압축된 텍스처, 짧은 음악 트랙, 적은 컷신과 같은 타협을 강요했다. 풀 모션 비디오는 거의 불가능했으며, 많은 멀티플랫폼 게임은 N64용으로 축소되어야 했다.
이러한 비용 및 저장 제약으로 인해 많은 서드파티 개발사들이 플레이스테이션으로 방향을 틀었다. 원래 닌텐도 64로 파이널 판타지 VII와 드래곤 워리어 VII를 출시할 계획이었던 스퀘어와 에닉스는 저장 제약으로 인해 소니의 콘솔로 전환했다. 코나미와 같은 다른 개발사들은 플레이스테이션 게임보다 훨씬 적은 N64 타이틀을 출시했다. 결과적으로 N64 신작 출시는 경쟁사보다 빈번하지 않았다.
이러한 어려움에도 불구하고 닌텐도 64는 강력한 퍼스트파티 타이틀과 골든아이 007과 같은 독점 히트작으로 경쟁력을 유지했다. 닌텐도의 대표적인 프랜차이즈인 마리오와 젤다는 강력한 브랜드 매력을 유지했으며, 세컨드파티 개발사인 레어와의 계약으로 콘솔의 게임 라이브러리가 더욱 강화되었다.

### 프로그래밍 특성
닌텐도 64의 프로그래밍은 눈에 띄는 장점과 더불어 독특한 난관을 제시했다. 디 이코노미스트는 시스템 개발을 "끔찍하게 복잡하다"고 묘사했다. 많은 게임 콘솔 및 임베디드 시스템과 마찬가지로, 닌텐도 64는 고도로 전문화된 하드웨어 최적화를 특징으로 했으며, 이는 설계 오류, 3D 기술의 한계, 제조 제약으로 인해 더욱 복잡해졌다.
콘솔의 수명이 끝날 무렵, 닌텐도의 하드웨어 책임자인 다케다 겐요는 이러한 어려움에 대해 일본어 용어인 한세이 (反省)("반성")를 사용하여 반복적으로 언급했다. 돌이켜보며 그는 "닌텐도 64를 만들 때, 고급 게임을 만들려면 기술적으로 더 어려워지는 것이 논리적이라고 생각했습니다. 우리는 틀렸습니다. 이제 우리는 순간적인 최대 전력이 아니라 순항 속도가 중요하다는 것을 이해했습니다."라고 인정했다.

### 지역 코드
지역별 브랜딩 및 하드웨어 변형을 사용했던 NES 및 슈퍼 패미컴과 달리 닌텐도 64는 전 세계적으로 일관된 디자인과 브랜드를 유지했다. 닌텐도는 처음에는 게임 호환성을 제한하기 위해 지역 잠금 칩을 사용할 것이라고 발표했지만, 결국 플랫폼은 물리적 카트리지 디자인을 통해 지역 잠금을 강제했다. 각 시장마다 뒷면에 다른 노치가 있는 카트리지를 사용하여 한 지역의 카트리지가 다른 지역의 콘솔에 삽입되는 것을 방지했다.

### 색상 변형

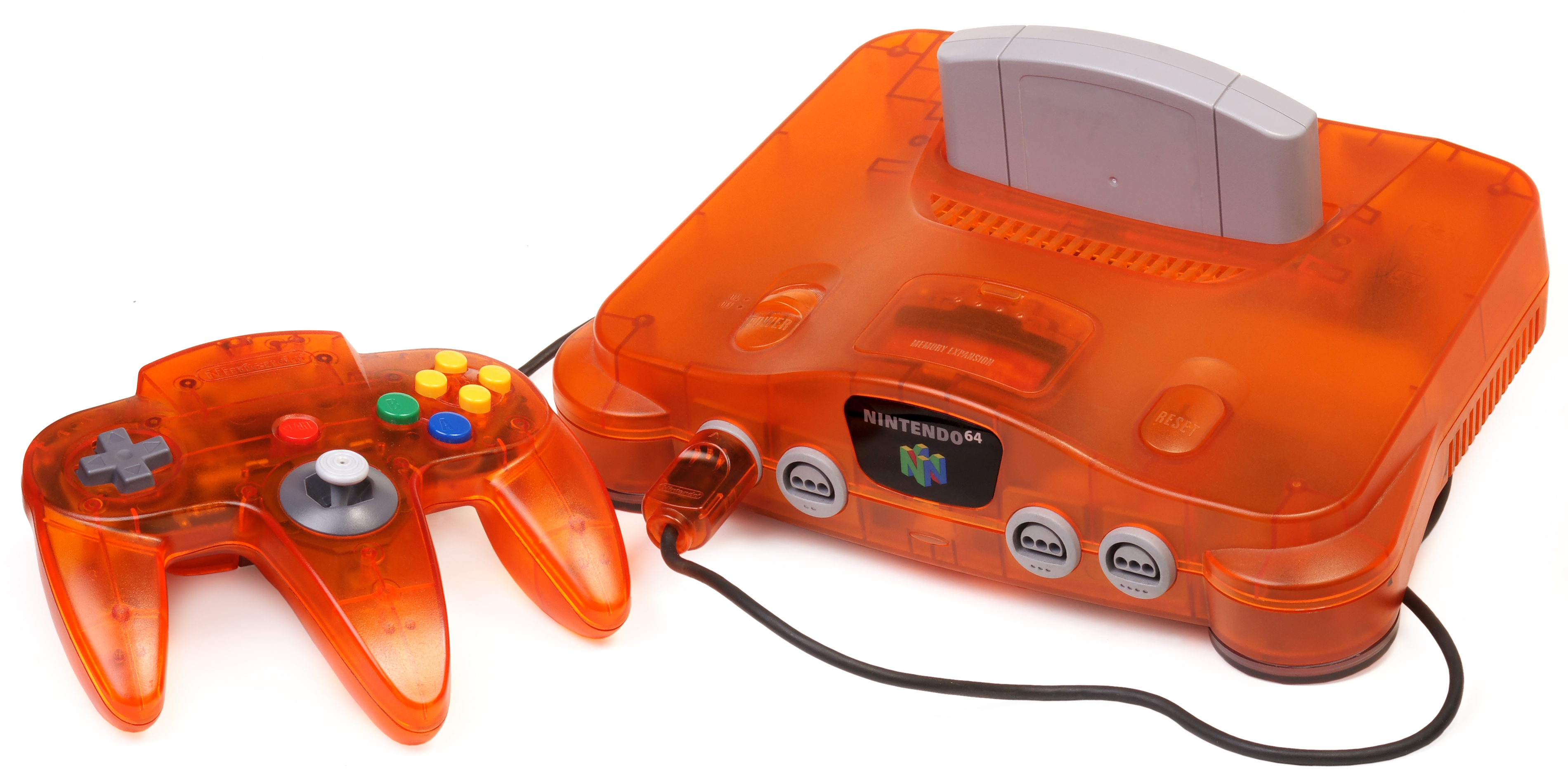
파이어 오렌지 색상의 닌텐도 64 콘솔 및 컨트롤러

닌텐도 64는 여러 가지 색상으로 출시되었다. 표준 닌텐도 64는 짙은 회색으로 거의 검은색에 가깝고, 컨트롤러는 밝은 회색이다(미국, 캐나다, 오스트레일리아에서 나중에 출시된 제품에는 보너스로 아토믹 퍼플 색상의 두 번째 컨트롤러가 포함되었다). 다양한 색상과 특별판이 출시되었다.
대부분의 닌텐도 64 게임 카트리지는 회색이지만, 일부 게임은 색상 카트리지를 가지고 있다. 검은색 카트리지는 14개의 게임에 사용되었고, 다른 색상(노란색, 파란색, 빨간색, 금색, 녹색 등)은 각각 6개 이하의 게임에 사용되었다. 젤다의 전설 시간의 오카리나와 같은 몇몇 게임은 표준 회색과 색상 한정판 버전으로 모두 출시되었다.

## 게임
총 388개의 닌텐도 64 게임이 공식 출시되었으며, 일본에서만 독점 판매된 게임은 단 85개에 불과하다. 이에 비해 플레이스테이션은 4,105개의 게임을, 새턴은 1,000개 이상, 슈퍼 패미컴은 1,755개의 게임, 패밀리컴퓨터는 716개의 서양 출시작과 일본에서 1,000개 이상의 게임을 받았다. 닌텐도 64 게임 라이브러리가 현저히 작은 것은 CD-ROM을 채택하지 않기로 한 논란의 결정과 복잡한 아키텍처에 대한 프로그래밍 난이도 때문으로 일부에서는 지적한다. 이러한 경향은 닌텐도 64가 1995년 11월 공개될 당시 야마우치 히로시 회장이 닌텐도 64용으로 생산되는 게임 수를 제한하여 개발자들이 양보다는 품질에 집중하도록 할 것이라고 발표한 전략의 결과로도 보인다. 로스앤젤레스 타임스도 이를 닌텐도의 "완벽주의 성향... 다른 플랫폼이 꽤 많은 쓰레기를 제공하는 반면, 닌텐도는 정기적으로 게임 개발자들에게 완벽하지 못한 타이틀을 수정하도록 다시 지시한다"는 부분으로 보았다.
경쟁 콘솔에 비해 서드 파티 지원이 훨씬 적었음에도 불구하고 닌텐도의 강력한 퍼스트 파티 프랜차이즈, 예를 들어 마리오는 폭넓은 브랜드 인기를 누렸다. 레어와 같은 닌텐도의 세컨드 파티는 혁신적인 타이틀을 출시했다. 그 결과, 닌텐도 64 게임 라이브러리에는 비평가들의 찬사를 받고 널리 판매된 게임이 많이 포함되었다. TRSTS 보고서에 따르면, 1996년 12월 미국에서 가장 많이 팔린 5개의 게임 중 3개는 닌텐도 64 게임이었고(나머지 2개는 슈퍼 패미컴 게임이었다), 슈퍼 마리오 64는 1100만 장이 판매되어 세대 최고의 콘솔 게임이 되었다. 플레이스테이션용 그란 투리스모 (1085만 장)와 파이널 판타지 VII (972만 장)를 능가하는 판매량이었다. 이 게임은 또한 비평가들로부터 많은 찬사를 받았고 3차원 제어 방식을 개척하는 데 기여했다. 골든아이 007은 1인칭 슈팅 게임의 진화에 중요했으며, 이 장르의 가장 위대한 게임 중 하나로 꼽혔다. 젤다의 전설 시간의 오카리나는 미래의 3D 액션 어드벤처 게임의 기준을 세웠고 많은 이들에게 역대 최고의 게임 중 하나로 평가된다.

### 그래픽
가장 그래픽적으로 까다로운 닌텐도 64 게임(더 큰 32MB 또는 64MB 카트리지에 담긴 게임)은 32비트 및 64비트 플랫폼 중 가장 진보되고 세밀한 게임에 속한다. 하드웨어의 성능을 극대화하기 위해 개발자들은 맞춤형 마이크로코드를 만들었다. 맞춤형 마이크로코드로 실행되는 닌텐도 64 게임은 경쟁작보다 훨씬 높은 폴리곤 수와 고급 조명, 애니메이션, 물리, AI 루틴의 이점을 누린다. 컨커스 배드 퍼 데이는 각 영역을 비추는 다색 실시간 조명부터 실시간 그림자, 그리고 완벽한 게임 내 얼굴 애니메이션 시스템이 적용된 세밀한 텍스처링까지 포함하여 해당 세대의 정점이라고 할 수 있다. 닌텐도 64는 경쟁사보다 훨씬 더 발전되고 복잡한 렌더링 기술을 실행할 수 있다. 텍스처를 부드럽게 처리하는 삼선형 필터링을 최초로 적용한 가정용 콘솔이다. 이와 대조적으로 새턴과 플레이스테이션은 최근접 이웃 보간법을 사용하며 더 픽셀화된 텍스처를 생성한다. 그러나 전반적으로 닌텐도 카트리지 시스템의 결과는 엇갈렸다.
롬 카트리지의 작은 저장 용량은 사용 가능한 텍스처의 수를 제한할 수 있다. 그 결과, 훨씬 작은 8MB 또는 12MB 카트리지를 사용하는 많은 게임들은 더 큰 표면에 텍스처를 늘려야 했다. 온칩 텍스처 메모리가 4,096바이트로 제한된 것과 겹쳐져, 종종 왜곡되고 비례에 맞지 않는 모양이 나타났다. 더 큰 32MB 또는 64MB 카트리지를 사용하는 많은 게임들은 바이오하자드 2, 죄와 벌: 지구의 계승자, 컨커스 배드 퍼 데이를 포함하여 이 문제를 완전히 피하며, 모든 표면에 걸쳐 여러 개의 다층 텍스처로 더 세밀한 그래픽을 가능하게 했다.

### 에뮬레이션
몇몇 닌텐도 64 게임이 Wii 및 Wii U 버추얼 콘솔(VC) 서비스용으로 출시되었으며, 클래식 컨트롤러, 게임큐브 컨트롤러, Wii U 프로 컨트롤러 또는 Wii U 게임패드로 플레이할 수 있다. 차이점은 닌텐도 64 원본보다 더 높은 해상도와 일관된 프레임레이트를 포함한다. 럼블 팩 기능과 같은 일부 기능은 Wii 버전에서는 사용할 수 없다. 일부 기능은 버추얼 콘솔 출시작에서도 변경되었다. 예를 들어, 포켓몬 스냅의 VC 버전은 플레이어가 Wii의 메시지 서비스를 통해 사진을 보낼 수 있게 하며, 웨이브 레이스 64의 게임 내 콘텐츠는 가와사키 라이선스 만료로 인해 변경되었다. 레어가 개발한 몇몇 게임은 2002년 마이크로소프트의 레어웨어 인수에 따라 엑스박스 라이브 아케이드 서비스에서 출시되었는데, 여기에는 반조 카주이, 반조 투이, 퍼펙트 다크가 포함된다. 한 가지 예외는 닌텐도가 게임에 대한 권리를 유지했기 때문에 2015년 4월 Wii U 버추얼 콘솔로 출시된 동키콩 64이다. 일부 닌텐도 64 게임은 닌텐도 스위치 온라인 서비스의 "확장팩" 등급의 일부로 닌텐도 클래식스 서비스를 통해 재출시되었다. 2025년 6월 5일 닌텐도 스위치 2 출시와 함께, 닌텐도 64 - 닌텐도 클래식스의 추가 기능으로 CRT 필터, 되감기 기능, 버튼 재매핑이 제공될 예정이다 (이 중 하나는 닌텐도 스위치에서도 사용 가능하다).
여러 비공식 서드파티 에뮬레이터는 윈도우, 매킨토시, 스마트폰과 같은 다른 플랫폼에서 닌텐도 64 게임을 플레이할 수 있다.

## 액세서리

### 64DD

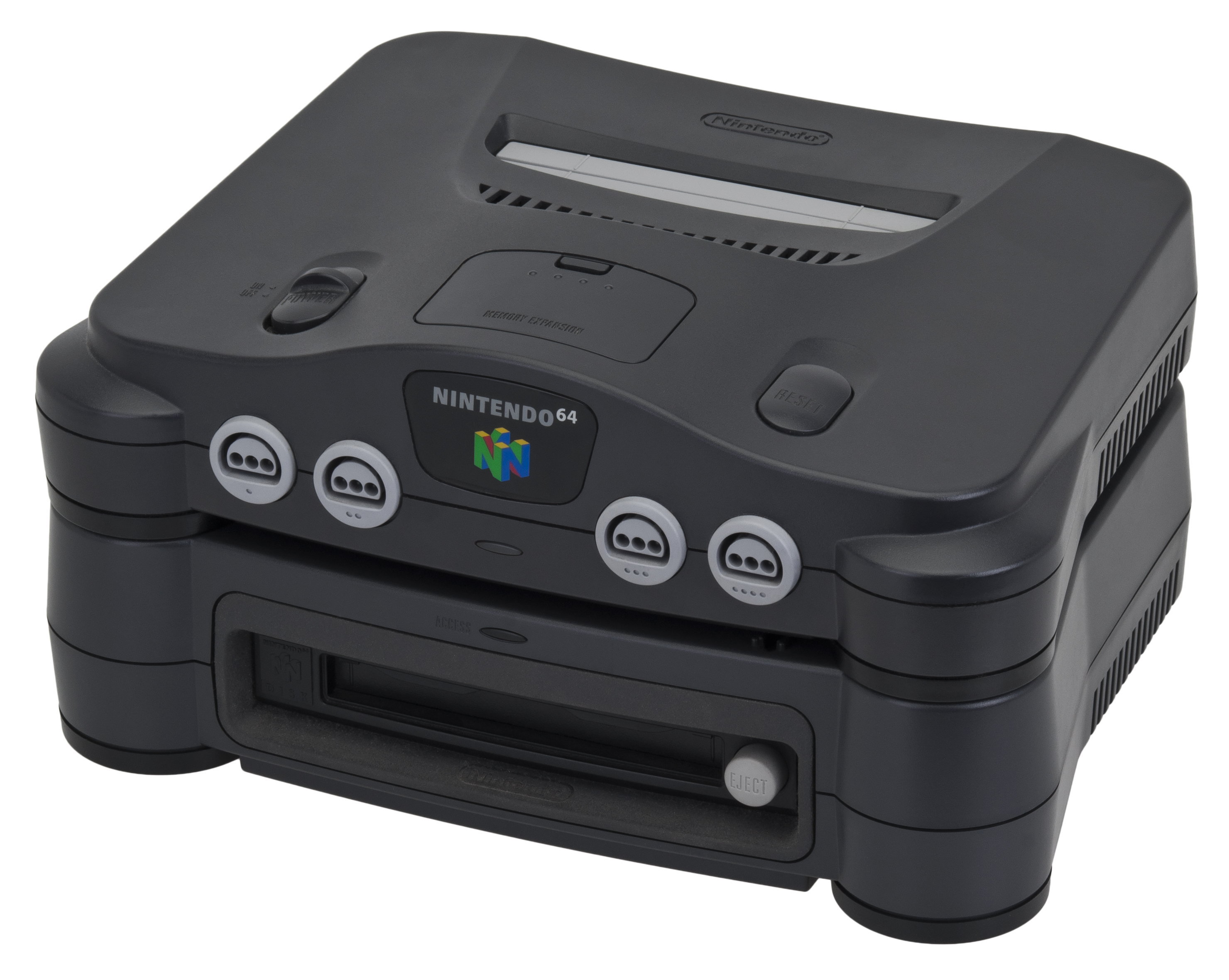
64DD가 아래에 설치된 닌텐도 64

닌텐도는 "DD"가 "디스크 드라이브"를 의미하는 64DD라는 주변기기 플랫폼을 출시했다. 시스템 하단 확장 슬롯에 연결되는 64DD는 닌텐도 64 콘솔을 인터넷 기기, 멀티미디어 워크스테이션, 확장된 게임 플랫폼으로 탈바꿈시킨다. 이 대형 주변기기를 통해 플레이어는 닌텐도 64 디스크 기반 게임을 플레이하고, 외부 비디오 소스에서 이미지를 캡처하며, 현재는 사라진 일본의 랜드넷 온라인 서비스에 연결할 수 있었다. 제한적인 우편 주문 출시 후 얼마 지나지 않아 이 주변기기는 단종되었다. 마리오 아티스트 게임 4개(페인트 스튜디오, 탤런트 스튜디오, 커뮤니케이션 키트, 폴리곤 스튜디오)를 포함하여 9개의 게임만 출시되었다. 많은 계획된 게임들은 결국 카트리지 형식이나 다른 게임 콘솔로 출시되었다. 64DD와 함께 제공된 랜드넷 온라인 서비스는 일본에서만 출시되었다.
닌텐도에서 모든 게임 개발에 있어 64DD의 근본적인 중요성을 설명하기 위해, 수석 디자이너 이토이 시게사토는 "64DD 덕분에 많은 아이디어가 떠올랐다. 모든 것은 64DD에서 시작된다. 64DD가 없었다면 떠올릴 수 없었을 아이디어가 너무 많다."라고 말했다. 미야모토 시게루는 "N64의 거의 모든 새로운 프로젝트는 64DD를 기반으로 한다. ...우리는 먼저 카트리지로 게임을 만든 다음, 우리가 개발한 기술을 추가하여 완전한 64DD 게임으로 완성할 것이다."라고 결론지었다.

## 아이큐 플레이어
아이큐 플레이어는 2003년 11월 17일 중국에서만 출시된 휴대용 TV 게임 닌텐도 64 시스템으로, 중국에서 비디오 게임 콘솔이 금지된 이후에 나왔다. 아이큐 플레이어 수명 기간(2003년부터 2016년까지) 동안 출시된 게임은 슈퍼 마리오 64, 젤다의 전설 시간의 오카리나, 마리오 카트 64, 웨이브 레이스 64, 스타폭스 64, 요시 스토리, 페이퍼 마리오, 닌텐도 올스타! 대난투 스매시브라더스, 에프제로 X, 닥터 마리오 64, 익사이트바이크 64, 죄와 벌: 지구의 계승자, 커스텀 로보, 동물의 숲+이다.

## 평가

### 비평적 평가
닌텐도 64는 비평가들로부터 찬사를 받았다. 평론가들은 콘솔의 고급 3D 그래픽과 게임 플레이를 칭찬했지만, 게임의 부족을 비판했다. G4techTV의 필터에서 닌텐도 64는 등록 사용자들로부터 1위로 선정되었다.
1996년 2월, 넥스트 제너레이션 잡지는 닌텐도 울트라 64를 "비디오 게임계에서 가장 잘 지켜진 비밀"이자 "세계에서 가장 강력한 게임 머신"이라고 불렀다. 이 잡지는 1995년 11월 24일 쇼신카이에서 열린 시스템 공개를 "1990년대, 어쩌면 역대 가장 기대되는 비디오 게임 행사"라고 불렀다. 닌텐도 64 출시 직전에 타임은 빠른 그래픽 처리, 압력 감지 컨트롤러, 슈퍼 마리오 64 게임의 조합이 제공하는 사실적인 움직임과 게임 플레이를 칭찬했다. 리뷰는 "가장 빠르고 부드러운 게임 액션이 조이스틱을 통해 구현될 수 있으며, 동등하게 뛰어난 움직임에 활용된다"고 극찬했으며, "[한 번] 화면상의 움직임이 현실처럼 느껴진다"고 덧붙였다.:61 소비자들은 닌텐도 64를 출시와 동시에 구매해야 하는지, 나중에 구매해야 하는지, 아니면 경쟁 시스템을 구매해야 하는지 질문받았을 때, 6명의 게임프로 편집자 패널은 거의 만장일치로 출시와 동시에 구매해야 한다고 투표했다. 한 편집자는 이미 플레이스테이션을 소유하고 예산이 제한적인 소비자는 나중에 구매해야 하고, 다른 모든 소비자는 출시와 동시에 구매해야 한다고 말했다.
출시 당시 로스앤젤레스 타임스는 이 시스템을 "간단히 말해, 시장에서 가장 빠르고 가장 우아한 게임 머신"이라고 불렀다. 그 형태는 작고 가벼우며, "상대적으로 약한 세가 새턴"과 달리 "아이들의 격렬한 플레이를 위해 제작되었다"고 묘사되었다. 몇 년간의 게임 콘솔 시장의 급격한 침체기에 주요 콘솔 제품 출시가 우려되는 가운데, 이 리뷰는 오랫동안 지연된 닌텐도 64가 회사의 품질 추구에 있어서 "기다릴 가치가 있었다"고 말했다. 비록 타임스는 소매점에서 단 두 개의 출시 게임과 크리스마스까지 예상되는 12개의 게임에 대한 우려를 표명했지만, 이는 닌텐도의 "완벽주의 성향"의 일부로 제안되었다. "다른 플랫폼이 꽤 많은 쓰레기를 제공하는 반면, 닌텐도는 정기적으로 게임 개발자들에게 완벽하지 못한 타이틀을 수정하도록 다시 지시한다"고 언급했다. 카트리지 기반 개발과 관련된 품질 관리 인센티브를 설명하면서, 타임스는 카트리지 게임 개발자들이 "내용에 플래시보다 우선순위를 두는 경향이 있다"는 닌텐도의 입장을 인용하고, 출시 게임에는 CD-ROM 게임에서 흔히 볼 수 있는 "형편없이 연기된 실사 시퀀스나 어설픈 음악 서곡"이 없다고 지적했다. "존재하지 않는" 로딩 시간과 "CD-ROM이 제공할 수 없는 지속적이고 빠르게 진행되는 액션"을 가진 카트리지 매체를 선택한 닌텐도의 논란의 여지가 있는 선택을 칭찬하며, 리뷰는 "카트리지 기반의 닌텐도 64는 개인용 컴퓨터에서는 전례가 없는 빠르고 날카로운 그래픽을 제공하며, 세가와 소니의 경쟁 32비트 디스크 기반 콘솔을 솔직히 느리게 만든다"고 결론지었다.
타임지는 1996년 올해의 기계로 선정하며, 이 기계가 "보잉 707이 항공 여행에 그랬던 것처럼 비디오 게임에 기여했다"고 말했다. 이 잡지는 이 콘솔이 "컴퓨터로 구현된 가장 현실적이고 매력적인 3차원 경험"을 달성했다고 평가했다. 타임지는 닌텐도 64가 비디오 게임 시장을 활성화하고, "이 산업을 엔터테인먼트 역사의 쓰레기통에서 구해냈다"고 칭찬했다. 이 잡지는 닌텐도 64가 20세기 말 어린이들에게 디지털 기술을 소개하는 데 중요한 역할을 할 것이라고 제안했다. 기사는 이 콘솔이 이미 "엄청나게 강력한 컴퓨팅이 우리 TV처럼 흔하고 사용하기 쉬워지는 미래를 처음으로 엿볼 수 있게 했다"고 결론지었다.:73 이 콘솔은 또한 1996년 스포트라이트 어워드 최고 신기술상을 수상했다.
Popular Electronics는 시스템의 하드웨어를 칭찬하며, 그 사양이 "상당히 인상적"이라고 언급했다. 컨트롤러에 대해 "편안하게 잡을 수 있으며, 컨트롤이 정확하고 반응이 좋다"고 평가했다.
1997년 연말 리뷰에서 일렉트로닉 게이밍 먼슬리 편집자 5명으로 구성된 팀은 닌텐도 64에 8.0, 7.0, 7.5, 7.5, 9.0점을 주었다. 그들은 하드웨어의 성능과 퍼스트 파티 게임, 특히 레어와 닌텐도 내부 스튜디오에서 개발한 게임의 품질을 높이 평가했지만, 서드 파티 게임은 지금까지 평범했으며 퍼스트 파티 게임만으로는 닌텐도 64 소유자에게 꾸준히 좋은 게임이나 다양한 장르를 제공하기에 충분하지 않다고 언급했다. 넥스트 제너레이션'의 1997년 말 리뷰는 서드 파티 지원에 대해 비슷한 우려를 표명하는 동시에, 서드 파티 게임의 출력이 개선되고 있다는 징후도 언급하며, 닌텐도 64가 해당 세대에 늦게 출시된 것이 소니와 세가의 후속 콘솔이 출시될 때 조기 노후화로 이어질 수 있다고 추측했다. 그러나 그들은 일부에게는 닌텐도의 믿을 수 있는 고품질 소프트웨어가 그러한 단점을 상쇄할 것이라고 말하며 시스템에 별 3.5개 중 5개를 주었다.
시스템의 가장 기술적으로 진보된 게임과 닌텐도용 오디오 개발 도구를 만든 개발사 팩터 5는 "N64는 SGI 머신의 성능과 카트리지를 결합했기 때문에 정말 섹시하다. 우리는 아케이드 게임을 매우 좋아하고, 아케이드 게임이나 정말 빠른 CD-ROM에는 카트리지가 여전히 최고이다. 하지만 콘솔용으로는 아직 그런 것이 없다(1998년 기준)."라고 말했다.

### 판매
닌텐도 64는 북미 지역에서 큰 성공을 거두었지만, 일본 내수 시장과 유럽 시장에서는 판매가 저조했다. 닌텐도는 2004년에 시스템의 구형 하드웨어 및 소프트웨어 판매가 중단되었다고 보고했는데, 이는 게임큐브 출시 3년 후였다. 2009년 12월 31일 기준으로 닌텐도 64는 일본에서 554만 대, 미주 지역에서 2063만 대, 기타 지역에서 675만 대를 판매하여 총 3293만 대를 기록했다.

#### 북아메리카
닌텐도 64는 출시와 동시에 엄청난 수요를 보였다. 산업 분석가 데이비드 콜(David Cole)은 "사람들이 매장에서 그것을 차지하기 위해 싸운다"고 말했다. 타임은 구매 열기를 "희귀하고 영광스러운 중산층 양배추 인형 광기"라고 불렀다. 이 잡지는 유명인사인 매슈 페리, 스티븐 스필버그, 시카고 불스 선수들이 콘솔을 얻기 위해 닌텐도에 특별 대우를 요청했다고 보도했다. 북미와 유럽에서 이 콘솔은 두 개의 출시 게임만을 가지고 있었으며, 슈퍼 마리오 64가 킬러 앱으로 자리매김했다.
시스템 출시 첫 3일 동안 소매업체는 50만 대의 사용 가능한 콘솔 중 35만 대를 판매했다. 첫 4개월 동안 이 콘솔은 북미에서 50만 대의 판매량을 기록했다. 닌텐도는 1997년 초 미국에서 소니와 세가를 성공적으로 제쳤다. 그리고 첫 완전한 해가 끝날 무렵, 미국에서 360만 대가 판매되었다. 비즈니스와이어는 닌텐도 64가 1997년까지 닌텐도 판매가 156% 증가한 원인이라고 보도했다. 1997년 동안 5가지 다른 닌텐도 64 게임이 100만 장 이상의 판매량을 기록했다.
강력한 출시 첫 해 이후, 카트리지 형식 사용 결정은 경쟁사에 비해 게임 출시 속도 감소와 높은 가격에 기여했으며, 따라서 닌텐도는 미국에서 선두를 유지할 수 없었다고 한다. 이 콘솔은 해당 세대 내내 세가 새턴을 계속해서 앞섰지만, 플레이스테이션에 뒤처졌다.
핵심적인 1997년 크리스마스 쇼핑 시즌에서 닌텐도가 지배력을 확보하려는 노력은 게임 지연으로 인해 타격을 입었다. 1997년 크리스마스까지 출시될 예정이던 5개의 고화질 닌텐도 게임(젤다의 전설 시간의 오카리나, 반조 카주이, 컨커스 퀘스트, 요시 스토리, 그리고 메이저 리그 베이스볼 피처링 켄 그리피 주니어)은 1998년으로 연기되었으며, 디디콩 레이싱은 공백을 어느 정도 메우기 위해 막판에 발표되었다. 콘솔 소프트웨어 가격 불이익을 완화하기 위해 닌텐도는 닌텐도 64 카트리지의 제조 비용을 낮추는 데 노력했으며, 1997년 연말 쇼핑 시즌을 앞두고 퍼스트 파티 및 서드 파티 게임 모두에 약 15%의 가격 인하에 해당하는 새로운 가격 구조를 발표했다. 서드 파티 퍼블리셔의 반응은 긍정적이었으며, 주요 서드 파티 퍼블리셔인 캡콤은 이 조치로 인해 콘솔용 게임을 출시하지 않기로 한 결정을 재고하게 되었다고 밝혔다.

#### 일본
일본에서는 플레이스테이션과 세가 새턴보다 판매량이 저조하여 콘솔이 성공적이지 못했다. 마더 3의 개발자이자 미야모토 시게루의 친구인 이토이 시게사토는 1997년 닌텐도 64의 일본 내 인기가 낮은 것은 롤플레잉 비디오 게임의 부족 때문이라고 추측했다. 닌텐도 CEO 야마우치 히로시도 콘솔의 일본 내 인기가 낮은 것은 롤플레잉 게임의 부족과 일반적으로 출시되는 게임 수가 적기 때문일 가능성이 높다고 말했다. CD-ROM과 비교하여 카트리지의 높은 가격 또한 시스템의 부실한 서드파티 지원의 원인으로 지적되었으며, 이는 드래곤 퀘스트 VII: 에덴의 전사들과 같은 국내 대형 타이틀이 닌텐도의 플랫폼에서 경쟁사로 이동하게 만들었다.
미야모토 시게루는 당시 닌텐도 64의 일본 상황은 암울했고 유럽에서도 어려웠지만, 미국에서의 성공으로 이를 극복하여 "사업이 완전히 실현 가능해졌다"고 언급했다.

### 유산
닌텐도 64는 역사상 가장 잘 알려진 비디오 게임 시스템 중 하나이다. 컨트롤러와 함께 디자인된 슈퍼 마리오 64와 젤다의 전설 시간의 오카리나는 비평가와 대중 모두에게 역대 최고의 가장 영향력 있는 게임 중 두 가지로 널리 평가된다. 골든아이 007은 슈팅 장르에 가장 큰 영향을 미친 게임 중 하나이다.
알렉 64는 닌텐도와 세타가 협력하여 아케이드 형태로 디자인한 닌텐도 64 디자인으로, 1998년부터 2003년까지 일본에서만 판매되었다.
2011년 IGN은 닌텐도 64를 역대 9번째로 위대한 비디오 게임 콘솔로 선정했다.

## 참조

### 주해
1. ↑  영어: Nintendo 64, 일본어: ニンテンドウ64
2. ↑  하이브리드 비디오 게임 콘솔인 닌텐도 스위치는 플래시 저장 카드를 주요 저장 형식으로 사용하지만, 여러 미디어 웹사이트에서는 이를 "카트리지"라고 설명했다.[8]